# Christian Neuhaus
Christian Rasmus Neuhaus (13. marts 1833 i København – 21. marts 1907 på Frederiksberg) var en dansk fotograf og en af fotografiets pionérer i Danmark.

## Karriere
Neuhaus var uddannet glarmester, men var aktiv som fotograf fra ca. 1858. Han stod i lære hos og arbejdede siden for Rudolph Striegler, der var i færd med at tjene en formue på sine visitkortfotografier. Foråret 1862 etablerede Neuhaus sig i en åben gård i Nyboder med et halvtag af lærred til at beskytte kunderne og sit fotografiapparat. I slutningen af dette år flyttede han til Købmagergade 14 og virkede der til 1894, hvorpå hans mangeårige medhjælper Oluf W. Jørgensen (1853-1922) videreførte firmaet i fem år som Chr. Neuhaus' Eftf. Sønnen Even Neuhaus (1863-1946) var også fotograf og havde atelier på Amagertorv 25.
1905 modtog Neuhaus Dansk photographisk Forenings sølvmedalje og diplom som æresmedlem. Han havde 1894-97 været foreningens formand og var i mange år formand og kasserer for dens understøttelsesfond.
Neuhaus blev gift 17. juni 1860 i København med Christine Marie Lind (4. juli 1833 i København - 18. juli 1907 på Frederiksberg), datter af arbejdsmand Lind.
Han er begravet på Assistens Kirkegård.

## Værker
Han var primært portrætfotograf, men har også udført en lang række optagelser af Københavns bygninger og steder, fx billeder fra Tivoli i 1867. Hans udendørs optagelser fra hovedstaden er især formidlet via de mange aftryk, som Oluf W. Jørgensen fremstillede i 1890'erne.
Neuhaus portrætfotografi var i første halvdel af 1860'erne primært personer i helfigur, stående, med en stol som støttemøbel og kanten af en portière som dekoration. Siden blev det overvejende brystbilleder, som indtil begyndelsen af 1870'erne var vignetterede, senere mest ovalt afmaskede.
Neuhaus overtog Johan Frederik Buschs negativer efter Vilhelm Tillges død. De gik derefter videre til Oluf W. Jørgensen.

### Særlige opgaver
I 1865 udførte Neuhaus et fotografi af Constantin Hansens enorme maleri Den Grundlovgivende Rigsforsamling, hvilket var noget af en bedrift. Samme år blev han optaget i Dansk Photographisk Forening, hvor han i 1879 kom i bestyrelsen. Christian Neuhaus' fotografi af rigsdagsbilledet kunne købes i Chr. Falkenbergs Boghandel. Boghandler Wøldike tilbød Hansen et honorar på 50 Rigsdaler for retten til at udgive dette fotografi af det store historiske billede. Bestilleren af maleriet, Alfred Hage, gjorde dog indsigelse mod honorarets størrelse, da fotografen mødte op for at fotografere, og forlangte det fordoblet, hvilket det blev, om end betalingen trak ud.
1872 udførte Neuhaus til senere overstaldmester, ordensmarskal August Haxthausen en på tolv plader optaget fem fod lang og én fod høj helfigurs portrætgruppe af Den Kgl. Staldetats personale. I halvt format blev billedet distribueret til en større kreds.
Neuhaus var efter alt at dømme selv med på Den danske Fodgjænger Expedition gjennem Norge, arrangeret af Herr Directeur Ritter i Kjøbenhavn, der foretog en vandring gennem Norge sommeren 1890. Sammen med grosserer og fotograf F.C.C. Mottlau fotograferede han vandringen, som blev ledet af en direktør Ritter fra København. Resultatet var en serie på 18 billeder med danske turister i norske landskaber.